# Arme mixte

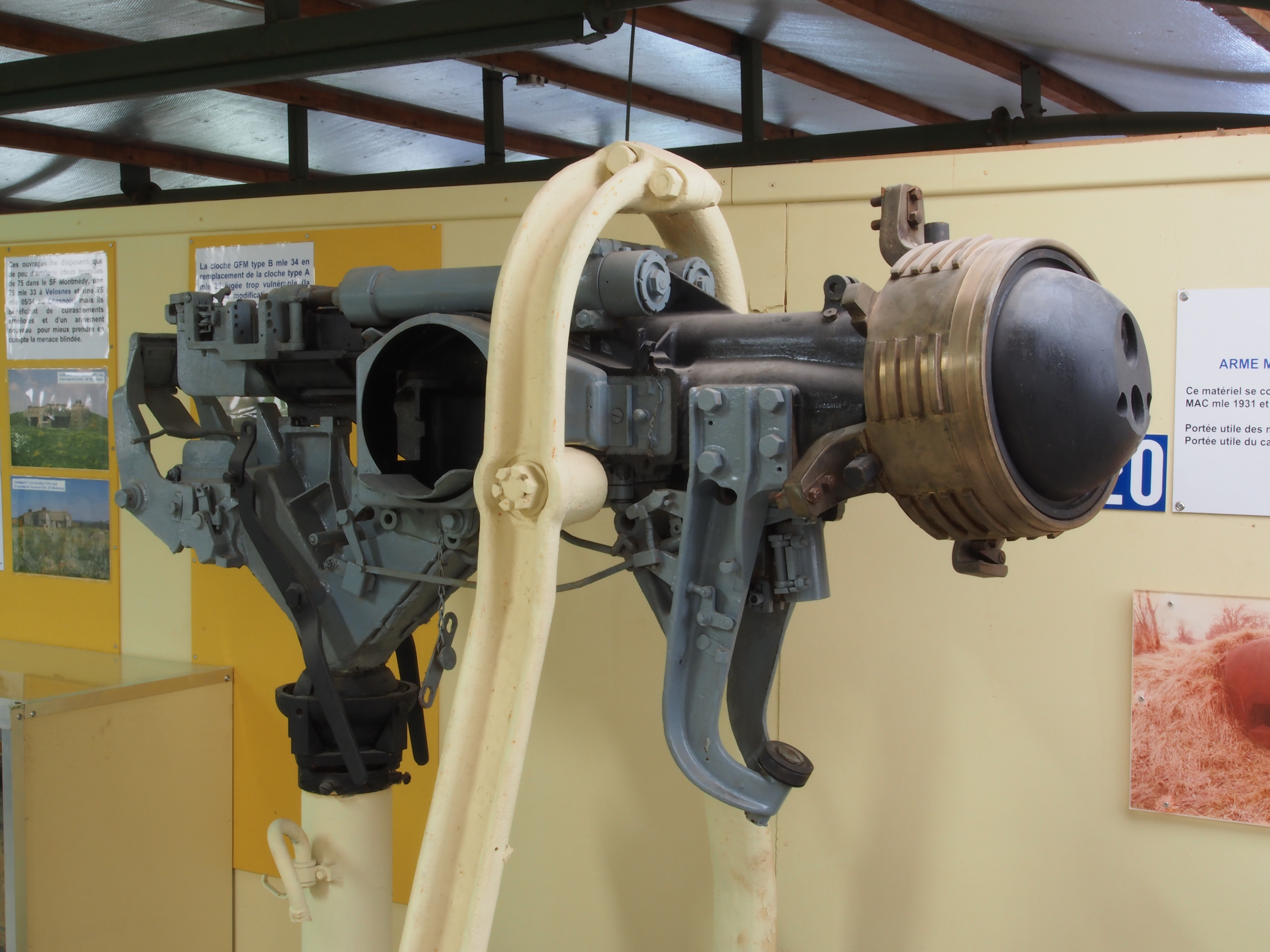
Arme mixte.

L'arme mixte de la ligne Maginot est née de la volonté de mettre en place dans les casemates des « nouveaux fronts » un système d'armes associant sous une même rotule une arme de défense anti-char et une arme anti-personnel. Cet impératif de rotule unique était dicté par le souci d'éviter pendant les combats l'opération risquée de changement d'arme, et donc le démasquage du créneau.
La seule arme anti-personnel capable de saturer les intervalles étant le jumelage Reibel, le seul choix restant à faire était celui du canon antichar. On s'orienta d'abord vers le 37 et le 47 AC, mais il devint très vite évident qu'ils étaient trop volumineux pour satisfaire à l'exigence de la rotule unique. Le canon de 25 mm AC modèle 1934, déjà retenu par l'Infanterie, fut finalement adopté.
L'arme mixte devant être adaptée à chaque cas d'utilisation, elle fut développée en six versions différentes, chacune répondant à des spécifications techniques particulières.

## Arme mixte pour cloche d'arme mixte modèle 1934 type «B»
L'arme mixte pour cloche d'arme mixte modèle 1934 type « B » avait un canon de 25 mm AC dont le tube avait été réduit à 118 cm (180 cm pour le tube du canon de campagne).
En 1940, soixante-quinze armes mixtes pour cloche modèle 1934 type « B » avaient été mises en place.

## Arme mixte pour cloche JM transformée en arme mixte
En raison de l'exiguïté de la cloche JM, le tube du canon de 25 mm AC avait été réduit à 100 cm seulement, ce qui en limitait l’utilisation à courte distance.
En 1940, seulement une dizaine d'armes mixtes pour cloche JM transformée avaient été installées.

## Arme mixte pour tourelle d'arme mixte et Mortier de50mmmodèle 1935
Cette tourelle ayant été spécifiquement étudiée pour recevoir l'arme mixte, la réduction de la longueur du tube du canon de 25 mm AC a pu être limitée à 30 cm (150 cm contre 180 cm pour le canon de campagne).
En 1940, six armes mixtes seulement avaient été installées dans les tourelles dédiées.

## Arme mixte pour tourelle de mitrailleuses modifiée
Comme pour la cloche JM transformée, le tube du canon de 25 mm AC a été réduit à 100 cm.
Soixante et une tourelles de mitrailleuses devaient être modifiées pour recevoir l'arme mixte mais seulement quelques-unes étaient équipées en 1940.

## Arme mixte pour tourelle à deux armes mixtes
Le tube du canon de 25 mm AC de l’arme mixte a été réduit à 150 cm pour remplacer les canons des anciennes tourelle de 75 mm R modèle 1905 qui avaient été conservées.
Douze tourelles ont été modifiées.

## Arme mixte de casemate
Certaines casemates « nouveaux fronts » ont été équipées d’armes mixtes en lieu et place du canon de 47 mm AC modèle 1934 qui était normalement mis en place dans ce type de casemate. Le canon de l’arme mixte étudié pour ces casemates conservait la longueur du canon de campagne.
En 1940, une seule casemate « nouveaux fronts » était équipée de l'arme mixte.